# Stadionul Iftimie Ilisei
Stadionul Iftimie Ilisei este un stadion multifuncțional din Medgidia, județul Constanța, România. În prezent, este folosit în principal pentru meciuri de fotbal și este terenul propriu al echipei CS Medgidia. Stadionul are o capacitate de 32.700 de locuri, dintre care doar 800 pe scaune.
A fost inaugurat pe 22 octombrie 1978 și a fost cunoscut sub numele de Stadionul Municipal până în 2008, când a fost redenumit după Iftimie Ilisei, fostul primar al Medgidiei care l-a construit. La momentul inaugurării, a fost al treilea cel mai mare stadion din România, după Stadionul 23 August și Stadionul Dan Păltinișanu. Acesta a fost recent restaurat, după ce timp de 10 ani nu a găzduit nicio activitate sportivă, arena aflându-se într-o stare puternică de degradare.